# The Darjeeling Limited
The Darjeeling Limited (prt: Darjeeling Limited; bra: Viagem a Darjeeling) é um filme americano de comédia dramática e aventura de 2007, dirigido por Wes Anderson, estrelado por Owen Wilson, Adrien Brody e Jason Schwartzman. Escrito pelo próprio diretor Wes Anderson, com a parceria de Jason Schwartzman e de Roman Coppola. O filme também traz no elenco Waris Ahluwalia, Amara Karan, Barbet Schroeder e Anjelica Huston, com participações de Natalie Portman, Camilla Rutherford, Irfan Khan e Bill Murray.

## Recepção da crítica
The Darjeeling Limited teve recepção geralmente favorável por parte da crítica especializada. Com base de 35 avaliações profissionais, alcançou uma pontuação de 67% no Metacritic. Por votos dos usuários do site, atinge uma nota de 7,3, usada para avaliar a recepção do público.